# ロンドンの民衆の生活と労働

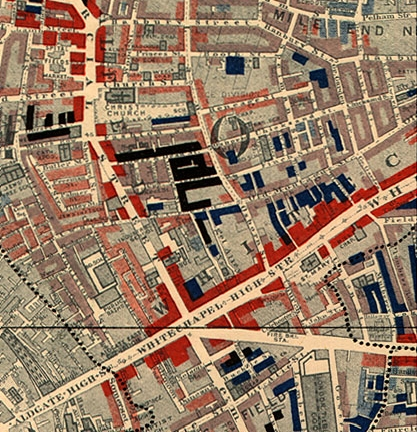
1889年のホワイトチャペルを描いたブースの貧困地図の一部。赤く塗られた地区は「裕福 (well-to-do)」であり、黒は「最底辺の階級...日雇い労働者、街頭の物売り、浮浪者、犯罪者や犯罪者に準じる者たち (lowest class...occasional labourers, street sellers, loafers, criminals and semi-criminals)」の地区。

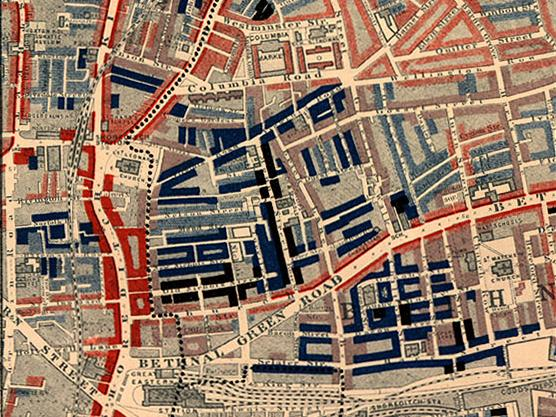
同じく、当時イーストエンド・オブ・ロンドンのスラム地区だったオールド・ニコルの一帯。

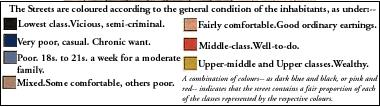
ブースの貧困地図の凡例。

『ロンドンの民衆の生活と労働』（ロンドンのみんしゅうのせいかつとろうどう、Life and Labour of the People in London）は、チャールス・ブースが19世紀末のロンドンにおける労働者階級の生活と職業の調査を行なった結果をまとめた、多数の巻に及ぶ書籍。最初は、『民衆の生活と労働 第1巻』(Life and Labour of the People, Vol. I) が1889年に、『民衆の労働と生活 第2巻』(Labour and Life of the People, Vol II) が1891年に、合わせて2巻本として出版された。2版からは『ロンドンの民衆の生活と労働 (Life and Labour of the People in London)』が書名となり、1892年から1897年にかけて9巻本として出版された。3版は、大幅に拡充されて17巻となり、1902年から1903年にかけて出版された。
この研究の大きな特徴は、貧困の分布を捉えた地図（貧困地図）の作成にあった（右の画像を参照）。ブースの調査によって明らかにされた富と貧困の水準が、街路ごとに塗り分けられた地図として提示されたのである。
この調査の実施にあたって作成されたノート類は、ロンドン・スクール・オブ・エコノミクスの英国政治経済学図書館に収蔵されている。